# Anne-Sophie Simpere
Anne-Sophie Simpere est une journaliste, enquêtrice et autrice française. Ancienne chargée de plaidoyer d'Amnesty International France sur les violences policières, le droit de manifester et la surveillance de masse, elle a aussi travaillé pour des ONG environnementales, et a publié des enquêtes sur les atteintes aux libertés publiques, l'extrême droite, le réseau international de lobbying pro-libertarianisme de droite (réseau Atlas Network) et divers exemples de systèmes d'influence des multinationales sur le monde politique. Elle est notamment coautrice de Comment l'État s'attaque à nos libertés — Tous surveillés et punis (Plon) et autrice de Police partout, justice nulle part ? (Massot, 2023), et plus récemment travaille sur les risques posés par la course aux armements intelligents et les projets de robots tueurs.

## Biographie et parcours
Juriste et communicante de formation, Anne-Sophie Simpere a travaillé plusieurs années pour l'ONG Amnesty International France, en particulier sur les questions de violences policières, de libertés publiques et de surveillance (notamment la reconnaissance faciale).
Elle a aussi collaboré avec d'autres ONG environnementales (Les Amis de la Terre, Greenpeace, Bankwatch, Samata), exercé comme journaliste (notamment pour Basta ! et La Revue dessinée) et travaillé pour Médecins du Monde en Palestine.
À partir des années 2010, elle mène et publie des enquêtes pour l'Observatoire des multinationales et Basta ! sur les ventes d'armes, l'industrie de l'armement et de la défense et, plus largement, l'influence d'acteurs économiques et idéologiques sur le débat public.
En 2024–2025, elle signe une série de travaux sur les relations entre les milliardaires de la tech et Donald Trump, le réseau Atlas et les nouveaux habits du climatoscepticisme, ainsi que sur des acteurs comme Palantir, Deloitte ou MCC Brussels (organisation de l'extrême droite pro-Orbán et pro-Trump cherchant à prendre le contrôle de l'Europe, via MCC Brussels, basée sur des valeurs, méthodes et objectifs similaires à ceux du Projet 2025) et leurs liens avec des politiques « antimigrants » et des réseaux ultraconservateurs. Elle note que le réseau Atlas Network, basé aux États-Unis, créé en 1981, qui revendique en 2025 589 partenaires dans 103 pays, avec un budget de 28 millions de dollars, financé par l'industrie des énergies fossiles (Exxon notamment), l'industrie du tabac, a activement œuvré contre les politiques de protection ou restauration du Climat, et contre toute forme de régulation des entreprises. Elle note aussi qu'en 2025, le réseau Atlas soutient aussi la blockchain et les technologies décentralisées, pour « éliminer les obstacles à l'innovation » dans la tech… et soutenir le Bitcoin. Ce projet sur la technologie décentralisée a été lancé par Atlas Network en juin 2022 vise, pour selon sa présentation, souvenir l'innovation libre face aux politiques gouvernementales restrictives, notamment dans les domaines du bitcoin, de la finance décentralisée, de la vie privée, de la santé, de l'énergie et des transports. Il appuie actuellement 29 organisations dans 15 pays, en leur offrant des formations au lobbying, du réseautage et du financement. Le programme pilote a permis à plus de 40 défenseurs de la liberté de collaborer au sein de la cohorte PDT, tandis que des centaines d'autres leaders ont participé aux discussions sur ce que le réseau Atlas nomme des « technologies de liberté ». Près de 100 000 $ ont été investis dans des projets promouvant l'innovation et la vie privée. Pour les années 2024/2025, 100 nouveaux leaders doivent être formés à l'usage du bitcoin, et 10 porteurs de projets seront « accompagnés » en bénéficiant de l'aide de 30 experts ; et au moins 10 organisations favorables à l'innovation radicale seront financées. Le PDT Founders Club, communauté de donateurs, offre un accès privilégié à des événements, des conférences et des ressources exclusives. Les membres bénéficient d'un droit acquis avant l'augmentation prévue du seuil d'entrée en 2026. Ce projet ambitionne de créer un « écosystème mondial propice à l'innovation technologique sans autorisation ».
Ses travaux sur Atlas Network (réseau qui a longtemps compris le Seasteading Institute, qui visait à créer des entités libertariennes de droite, indépendantes de tout État, abondamment subventionné par Peter Thiel, qui a fait partie de son conseil d'administration, tout comme Joe Lonsdale, co-fondateur de Palantir Technologies) ; et sur ses 40 années de lobbying, ont été relayés et discutés dans la presse généraliste (et satirique) ; ils soulignent l'ampleur historique des connexions entre think tanks des libertariens de droite et mouvements conservateurs contemporains.

## Thèmes de travail, œuvres

### Thématiques traitées

#### Maintien de l'ordre et libertés publiques (France)
Anne-Sophie Simpere travaille notamment sur les stratégies policières de maintien de l'ordre, et leurs dérives vis à vis du respect des libertés publiques, avec comme fil conducteur une critique documentée des pratiques d'une part, et de leur instrumentalisation politique et parfois économique, d'autre part.
En 2021, elle développe son analyse de la stratégie policière d'interpellation et de l'évolution des violences policières en France, complété en 2023 d'une analyse comparative européenne des stratégies et moyens du maintien de l'ordre.

#### Migrations, surveillance et frontières
Anne-Sophie Simpere enquête sur la gestion (et ce qu'elle considère comme une dérive) des politiques migratoires françaises, en bordant les sujets de leur financement, des technologies de plus en plus automatisées de surveillance, et de l'externalisation de cette gestion, avec un accent porté sur la chaîne de responsabilités : États, cabinets de conseil, entreprises tech.
En 2018, elle évoque la gestion controversée (soupçons de détournement) des fonds européens pour l'aide aux réfugiés par la Grèce.
En 2025 elle publie une analyse des infrastructures de data et de traque aux migrants aux Etats-Unis (avec l'utilisation de Palantir), et elle pointe le rôle des cabinets de conseil (Deloitte notamment) dans la machine anti-migratoire.

#### Exportations d'armement, répression et technologies létales
Anne-Sophie Simpere explore le sujet des responsabilités de la France (l'un des leaders de la vente d'armes dans le monde) dans des contextes de guerre et de répression, en alertant sur l'émergence et l'essor de système d'armes autonomes, insuffisamment cadrés par le droit international et pouvant être extrêmement légaux et dangereux, notamment en cas de perte de contrôle, ou d'utilisation par des entités agressives ou malveillantes. Elle dénonce aussi l'extrême opacité des ventes et reventes d'armes, et leurs usages réels sur le terrain.
En 2018 elle analyse le cas des livraisons d'armes françaises (pour plus d'1,3 milliard d'euros) à l'Arabie saoudite en pleine guerre au Yémen. Cette même année 2018, elle se fait aussi lanceuse d'alerte quant aux risques émergents posés par la prolifération de drones et l'émergence de « robots tueurs », relayant une inquiétude de la communauté internationale.
Elle dénonce aussi (toujours en 2018) l'utilisation de blindés français la répression de la population en Égypte.

### = Pouvoirs économiques, influence numérique idéologique, et culture
Anne-Sophie Simpere, dans ses articles, publications et interviews cherche à lever le voile sur les réseaux d'influence (qui encouragent les fake news, la manipulation numérique et le climatoscepticisme), achètent et reconfigurent les médias écrits, audiovisuels et de l'Internet, mettant au jour des convergences entre la Big Tech et certains groupes politiques et leurs think tanks. Avec une modalité de journalisme d'enquête qui consiste notamment à suivre l'argent, la technologie et le pouvoir, pour montrer comment ils redessinent libertés publiques, frontières, conflits et l'horizon idéologique, elle a contribué à en cartographier les acteurs, et analyser leurs intérêts et leurs effets délétères sur la démocratie et le débat public.
Par exemple, en 2024 elle dénonce, pour le cas de la France, une offensive conservatrice (elle parle de guerre culturelle) visant à recomposer et contrôler le secteur de l'édition (Hachette/Vivendi). Un mouvement, qui est discrètement mais puissamment soutenu dans le monde par le réseau Atlas, qui notamment porte les nouveaux habits du climatoscepticisme.

Cette même année, elle s'intéresse à l'IFRAP (Fondation pour la recherche sur les administrations et les politiques publiques), l'un des think tanks français les plus anciens (co-fondé en 1985 par Bernard Zimmern, qui aux États-Unis, est l’un des grands donateurs du groupe de pression Heritage Foundation qu'il admire et souhaite reproduire en France) et parmi les plus actifs du réseau Atlas, très relayé dans certains médias.
En 2025, après le ralliement d'Elon Musk (plus gros soutien financier de la campagne de D. Trump) et d'autres leaders financiers de la « Mafia payPal » (comme Ken Howery, Shaun Maguire ou Antonio Gracias) et de grands leaders et/ou investisseurs techno-financiers de la Silicon Valley (ex. : Peter Thiel ; Ben Horowitz ; Marc Andreessen (Andreessen & Horowitz) ou Doug Leone (Sequoia Capital) David Sacks ; Joe Lonsdale, co-fondateur de Palantir Technologies ; des leaders du secteur des cryptomonnaies comme les frères Winklevos ; Jacob Helberg, le conseiller du patron de Palantir...) à l'ultradroite américaine, elle pointe les connexions d'intérêt qui unissent les industries du secteur des énergies fossiles, les industriels de l'IA (qui s'opposent à la régulation de l'IA), la Silicon Valley, les milliardaires de la tech, le monde de la blockchain et des cryptomonnaies et Donald Trump,,. Elle cite Jeff Hauser (fondateur et alors directeur du Revolving Door Project, une ONG de vigie citoyenne qui suit les nominations au sein du pouvoir exécutif) : « Je pense que les salariés de la tech restent majoritairement démocrates et progressistes, mais ce sont leurs patrons, les milliardaires à la tête des grandes sociétés d'investissement, qui se sont tournés vers Trump » (...) Ce qui a été déterminant, c'est la question de l'intelligence artificielle et des cryptomonnaies ». Des secteurs qui se sont développés très rapidement dans la période récente, et dans lesquels les milliardaires de la tech voient un potentiel énorme de profits. Le marché très rentable des cryptomonnaies est en pleine expansion, mais l'administration Biden a semblé vouloir réguler le secteur, a minima en lui appliquant les législations existantes sur la lutte contre le blanchiment d'argent et les règles de la Security Exchange Commission (SEC, l'organe de régulation boursière) ou de l'Internal Revenue Service (IRS), l'administration en charge de la fiscalité. Le ministère de la Justice et des agences de l'État fédéral ont engagé de multiples enquêtes et poursuites contre des entrepreneurs des cryptomonnaies pour protéger les consommateurs ou déceler les cas où leurs plateformes auraient servi à faire transiter de fonds liés à des activités criminelles ». Elle note que « les capital-risqueurs de la Silicon Valley — un milieu notoirement très masculin et très blanc — ont développé une haine féroce contre les politiques de diversité, équité et inclusion (DEI) ».
Début 2025, elle montre aussi comment en France, la bourse Tocqueville, créée en 2003, promettant « un voyage immersif unique », une expérience « éducative et culturelle, destinée à enrichir les perspectives de nos futurs leaders » a déjà permis d'envoyer plus d'une centaine de jeunes Français(e)s « triés sur le volet, pour rencontrer les réseaux conservateurs américains et étudier leurs méthodes. Les lauréats poursuivent ensuite leurs carrières dans les institutions ou les médias, voire créent en France leurs propres organisations inspirées de modèles états-uniens ». Grâce à cette bourse, ils étudieront aux États-Unis de « nouvelles techniques d'action, de communication et d'influence ».
Elle s'est aussi intéressée au Sommet des libertés du 24 juin (au Casino de Paris), qui se présentait comme un « éveil libéral » ouvert à une pluralité politique, mais dont elle note qu'il réunit surtout (outre des promoteurs du développement des cryptomonnaies libertariennes), des figures de l'extrême droite et des groupes radicaux de la droite conservatrice, co-organisé par l'Institut de formation politique, Contribuables associés, l'Institut Sapiens avec le soutien du fonds Périclès  du milliardaire Pierre-Édouard Stérin, et JDNews et, selon elle, dédié à encourager une convergence des droites radicales souhaitant déréguler l'économie et réduire les dépenses publiques, dans la lignée de figures comme Elon Musk ou Javier Milei outre atlantique. Là, les acteurs liés au réseau Atlas, s'opposent aux politiques écologiques et climatiques, et l'événement mobilise des techniques d'astroturfing pour faire croire à un soutien populaire, comme le montre le cas d'Alexandre Jardin, écrivain et pamphlétaire issu de l'élite et auteur d'un livre « Les gueux », « qu’il a présenté au Fouquet’s, lors d’une soirée à 150 euros l’entrée organisée par Aurhéa, « cercle privé d’élite » réunissant dirigeants, cadres dirigeants, professions libérales, entrepreneurs, banquiers d’affaires, avocats ou encore experts indépendants », fondateur en 2015 du mouvement citoyen Bleu Blanc Zèbre, qui s'est porté fin 2016 candidat à la présidentielle de 2017, mais sans atteindre les 500 parrainages requis, qui se revendique porte-parole des « gueux ». Malgré une faible mobilisation réelle, la visibilité des organisateurs bénéficie d'une mise en avant médiatique via les médias du groupe Bolloré (« Cnews, Europe 1 et le JDD, dont les journalistes stars comme Christine Kelly, Louis de Raguenel ou Charlotte d'Ornellas » présents sur place le 24 juin), un dispositif jugé inquiétant par la journaliste, en raison de ses effets négatifs sur les libertés fondamentales, à l'image des dérives observées dans certains pays qu'ils revendiquent comme modèles.

### Œuvres
- Comment l'État s'attaque à nos libertés — Tous surveillés et punis, Plon, avec Pierre Januel (coautrice)[2],[24].
- Police partout, justice nulle part ?, Éditions Massot, 2023[2],[3].

## Travaux journalistiques sélectionnés
- Série Les milliardaires de la tech et Trump (Observatoire des multinationales, 2025)[4].
- Le réseau Atlas et les nouveaux habits du climatoscepticisme (Observatoire des multinationales, 2024–2025)[4],[25].
- Comment Palantir collabore à la chasse aux migrants aux États-Unis (Observatoire des multinationales, 2025)[4].
- Deloitte et la traque des immigrés (Observatoire des multinationales, 2025)[4].
- Hachette/Vivendi : le secteur de l'édition gagné par la « guerre culturelle » conservatrice (Observatoire des multinationales, 2024)[4].

## Thématiques et prises de position
Spécialiste des libertés publiques, Anne-Sophie Simpere documente les obstacles au parcours judiciaire des victimes de violences policières et plaide pour des mesures telles qu'une IGPN indépendante, le dépaysement systématique des affaires, une politique pénale volontariste et le port effectif du RIO.
Elle intervient régulièrement dans les médias pour analyser l'évolution des lois d'exception et leurs inscriptions dans le droit commun,.

## Réception
Son livre Police partout, justice nulle part ? a donné lieu à des échanges publics avec des collectifs de victimes et des journalistes, saluant la mise en lumière des coûts humains et matériels supportés par les victimes et la difficulté d'obtenir justice. Des médias se font aussi l'écho de ses analyses sur la judiciarisation des mouvements sociaux et la rareté des condamnations fermes de policiers.

## Activités médiatiques
Outre ses publications, elle intervient dans des émissions de radio et de télévision, par exemple sur Radio Nova et sur Franceinfo, et a été chroniqueuse dans l'émission Estelle Midi (RMC),.

### Vidéographie
- Le Futurologue, « Il est urgent d'interdire les robots tueurs ! (Anne-Sophie Simpere) », 4 août 2025 (consulté le 8 août 2025).